# Saint-Ludger
Saint-Ludger är en kommun i provinsen Québec i Kanada. Den ligger i regionen Estrie, i den sydöstra delen av landet, 400 km öster om huvudstaden Ottawa. Kommunen bildades 1998 genom sammanslagning av bykommunen med samma namn, kommunen Risborough och kantonen Gayhurst-Partie-Sud-Est.